# Sint-Maartensfonds
Le Sint-Maartensfonds (en français « Fonds Saint-Martin ») ou SMF est une association sans but lucratif fondée en 1953 par d’anciens combattants flamands du front de l’Est (Oostfronters) et disparue en 2006.

## Histoire
Le Sint-Maartensfonds, successeur du Vlaams Verbond van Oostfrontstrijders qui avait été interdit, a été fondé en 1953 en tant qu’organisation caritative destinée à aider les anciens combattants du front de l’Est nécessiteux. 
Il s’agit d’un reliquat de la collaboration avec l’Allemagne nazie. De nombreux membres étaient d’anciens Waffen-SS, mais l’association était aussi ouvertes à d’autres anciens « porteurs d’uniforme » tels que les membres de la FLAK-brigade, du NSKK, de l’Organisation Todt et de la DRK.
L’organisation publiait pour ses membres le Berkenkruis (« Croix de bouleau ») et a entretenu à partir de 1976 une pelouse d’honneur (Erepark) à Stekene à l’intention des combattants flamands tombés sur le front de l’Est. Le SMF s’occupait également d’ériger et d’entretenir des tombes et des pierres commémoratives en Europe de l’Est.
En 1980, les radicaux se séparèrent du groupement et fondèrent une organisation similaire du nom de Hertog Jan van Brabant et dirigée par André Van Hecke. Par la suite, les deux groupes se rapprochèrent à nouveau.
Le 29 octobre 2006, l’association fut liquidée en raison de l’âge avancé de ses membres. L’organe interne, le Berkenkruis, cessa aussi de paraître. La pelouse d’honneur à Stekene fut dès lors entretenue par le Vlaams Nationaal Jeugdverbond qui y organise chaque année une commémoration pour les combattants du front de l’Est survivants.

## Relations avec le Mouvement flamand
L’organisation se rattachait au Mouvement flamand. Officiellement, le SMF affirmait ne pas faire de politique, mais il soutenait la Volksunie ainsi que les personnalités politiques favorables à la cause des Oostfronters. L’association pouvait compter sur l’attention de diverses personnalités politiques nationalistes membres de la Volksunie et du Vlaams Blok. Oswald van Ooteghem, ancien volontaire de la Légion flamande (Vlaams Legioen) et membre éminent du SMF, a siégé au sénat sous les couleurs de la Volksunie. 
En raison de sa présence à une réunion jubilaire du Sint-Maartensfonds en mai 2001, le ministre Johan Sauwens dut démissionner du Gouvernement flamand à la suite des discours tenus glorifiants les collaborateurs nazis. Un des orateurs lors de cette réunion était Jan Jambon, qui est devenu Ministre-Président de la Flandre pour la NVA en 2019. À la suite de la révélation de la présence de Jan Jambon à cette réunion, une polémique a éclaté en Belgique forçant Jan Jambon, alors ministre de l'intérieur, de faire une courte déclaration condamnant la collaboration. Mais celui-ci déclarant également  dans la libre Belgique "Les gens qui ont collaboré avec les Allemands avaient leurs raisons." , ce qui fut interprété par de nombreux politiciens et journalistes francophones comme une approbation ou une justification de la collaboration.

### Sources
- (nl) Cet article est partiellement ou en totalité issu de l’article de Wikipédia en néerlandais intitulé « Sint-Maartensfonds » (voir la liste des auteurs).